# Ichneumon modestus
Ichneumon modestus är en stekelart som beskrevs av Per Abraham Roman 1927. Ichneumon modestus ingår i släktet Ichneumon och familjen brokparasitsteklar. Inga underarter finns listade i Catalogue of Life.